# Okręg wyborczy Bury South
Okręg wyborczy Bury South powstał w 1983 roku i wysyła do brytyjskiej Izby Gmin jednego deputowanego. Okręg obejmuje obszar położony na południe od Bury, z miastami Prestwich, Whitefield i Radcliffe.

## Deputowani do brytyjskiej Izby Gmin z okręgu Bury South
- 1983–1997: David Sumberg, Partia Konserwatywna[2]
- 1997–2019: Ivan Lewis, Partia Pracy do listopada 2017, następnie niezależny
- 2019–    : Christian Wakeford, Partia Konserwatywna, od stycznia 2022 Partia Pracy[3]